# Nybysjön
Nybysjön är en sjö på Ornö i Haninge kommun i Södermanland och ingår i Tyresån-Trosaåns kustområde. Sjön är 16,1 meter djup, har en yta på 0,365 kvadratkilometer och befinner sig 19,3 meter över havet. Ett tiotal öar finns i Nybysjö. Nästan hela sjön befinner sig i Norra skogens naturreservat.

## Delavrinningsområde
Nybysjön ingår i det delavrinningsområde (655166-165062) som SMHI kallar för Rinner till Hanstensfjärden. Medelhöjden är 17 meter över havet och ytan är 27,08 kvadratkilometer. Det finns inga avrinningsområden uppströms utan avrinningsområdet är högsta punkten. Avrinningsområdets utflöde mynnar i havet, utan att ha någon enskild mynningsplats.

## Bilder

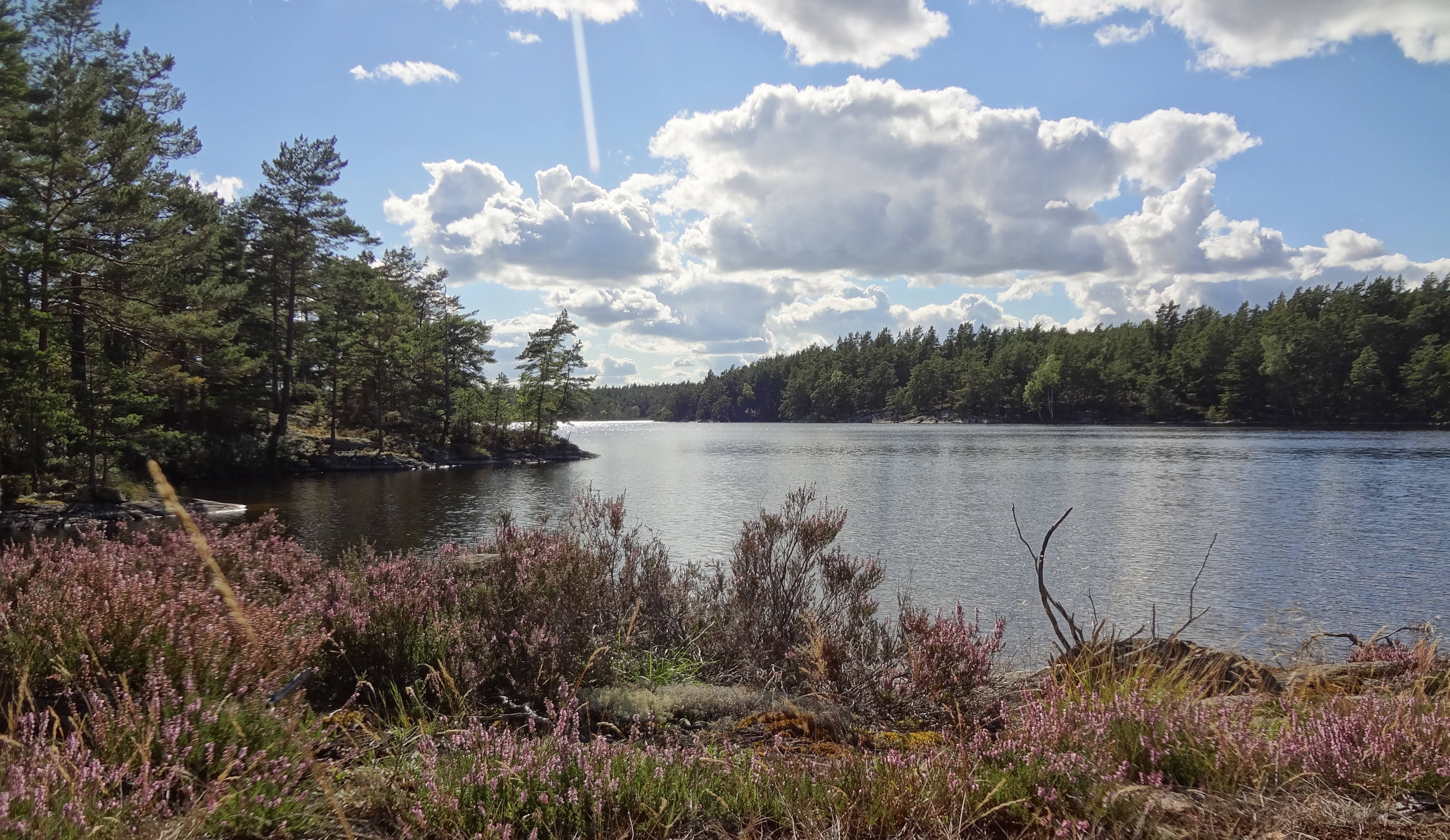
Vy över sjön.
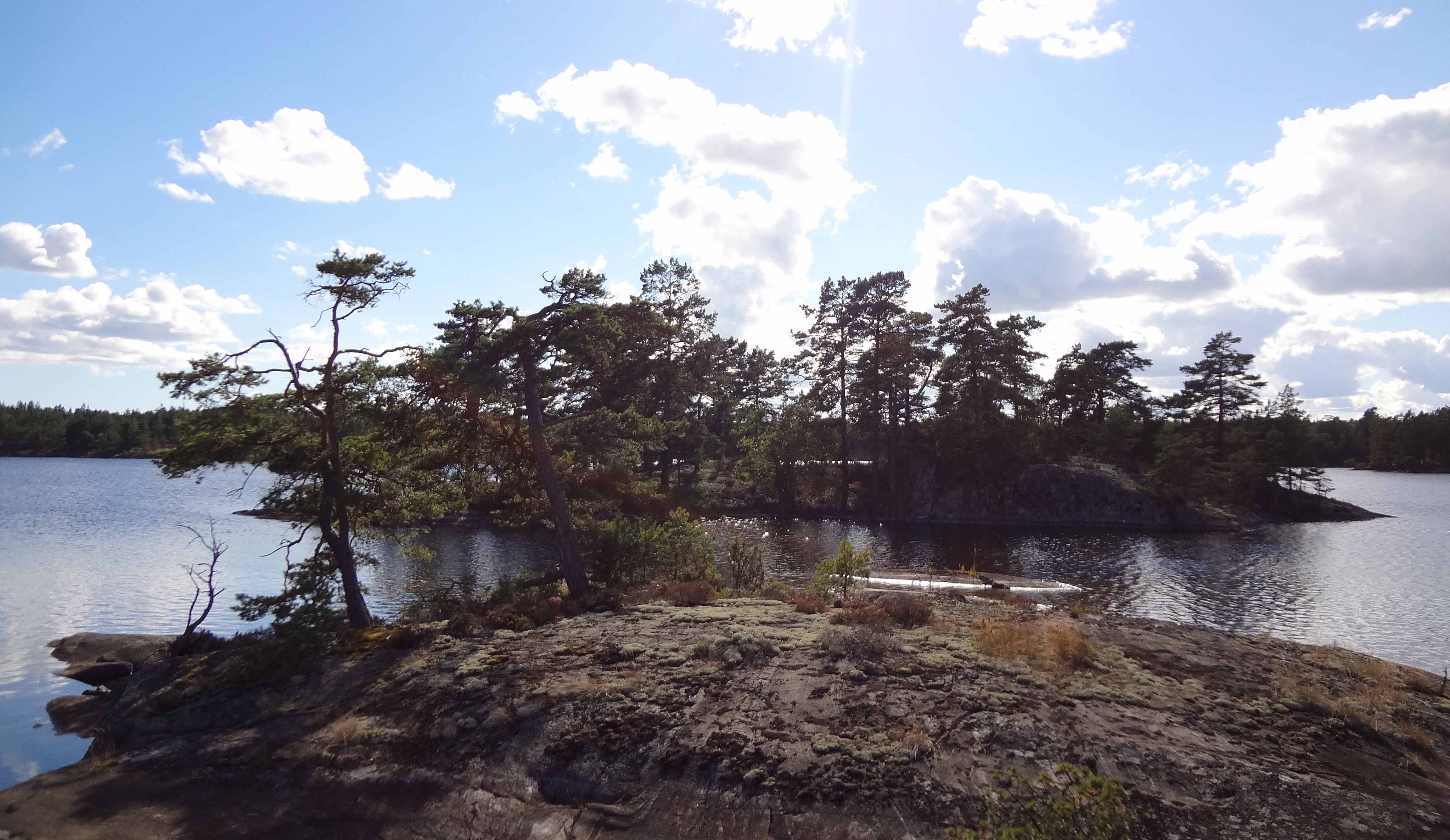
En av sjöns öar.
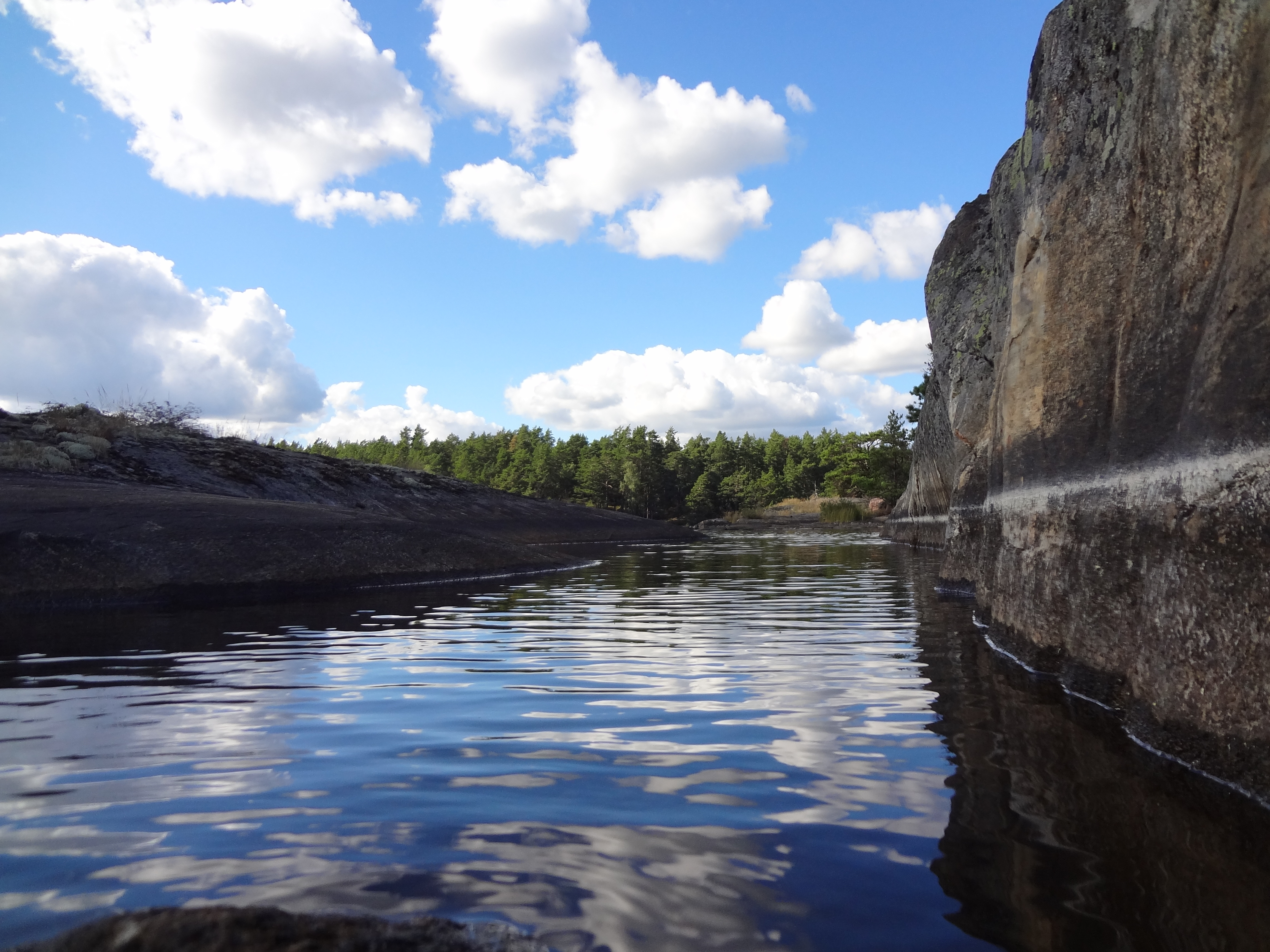
Skär inne vid stranden.